# Ophiomedea duplicata
Ophiomedea duplicata är en ormstjärneart som beskrevs av Jean Baptiste François René Koehler 1906. Ophiomedea duplicata ingår i släktet Ophiomedea och familjen knotterormstjärnor. Inga underarter finns listade i Catalogue of Life.